# Ato infracional
Ato infracional, nos termos da legislação brasileira vigente, é a conduta descrita como crime ou contravenção penal praticada por menor de 18 anos. Praticados por criança, isto é, aos menores de 12 anos, sujeita o agente a medidas específicas de proteção, tais como acolhimento institucional e inserção em programa de acolhimento familiar. Levado a cabo por adolescentes, no entanto, dará azo à imposição de medidas sócio-educativas, como a advertência, liberdade assistida e internação em estabelecimento educacional. 
O ordenamento jurídico brasileiro prevê a imposição de internação em estabelecimento educacional unicamente para os atos infracionais cometidos com violência ou grave ameaça, por reiteração no cumprimento de infrações graves ou quando há sucessivos descumprimentos de medidas sócio-educativas anteriormente impostas. A internação deverá ser imposta sem prazo determinado, devendo a necessidade de sua manutenção ser avaliada periodicamente, no período máximo de 6 meses. Ademais, não poderá, em nenhuma hipótese, estender-se além de 3 anos. Excepcionalmente, poderá ser imposta a agentes maiores de 18 anos, relativamente a atos infracionais cometidos durante a menoridade, caso em que, sob nenhum pretexto, poderá se estender para além dos 21 anos, devendo o interno ser imediatamente posto em liberdade por ocasião do seu vigésimo primeiro aniversário. 